# 후이안현

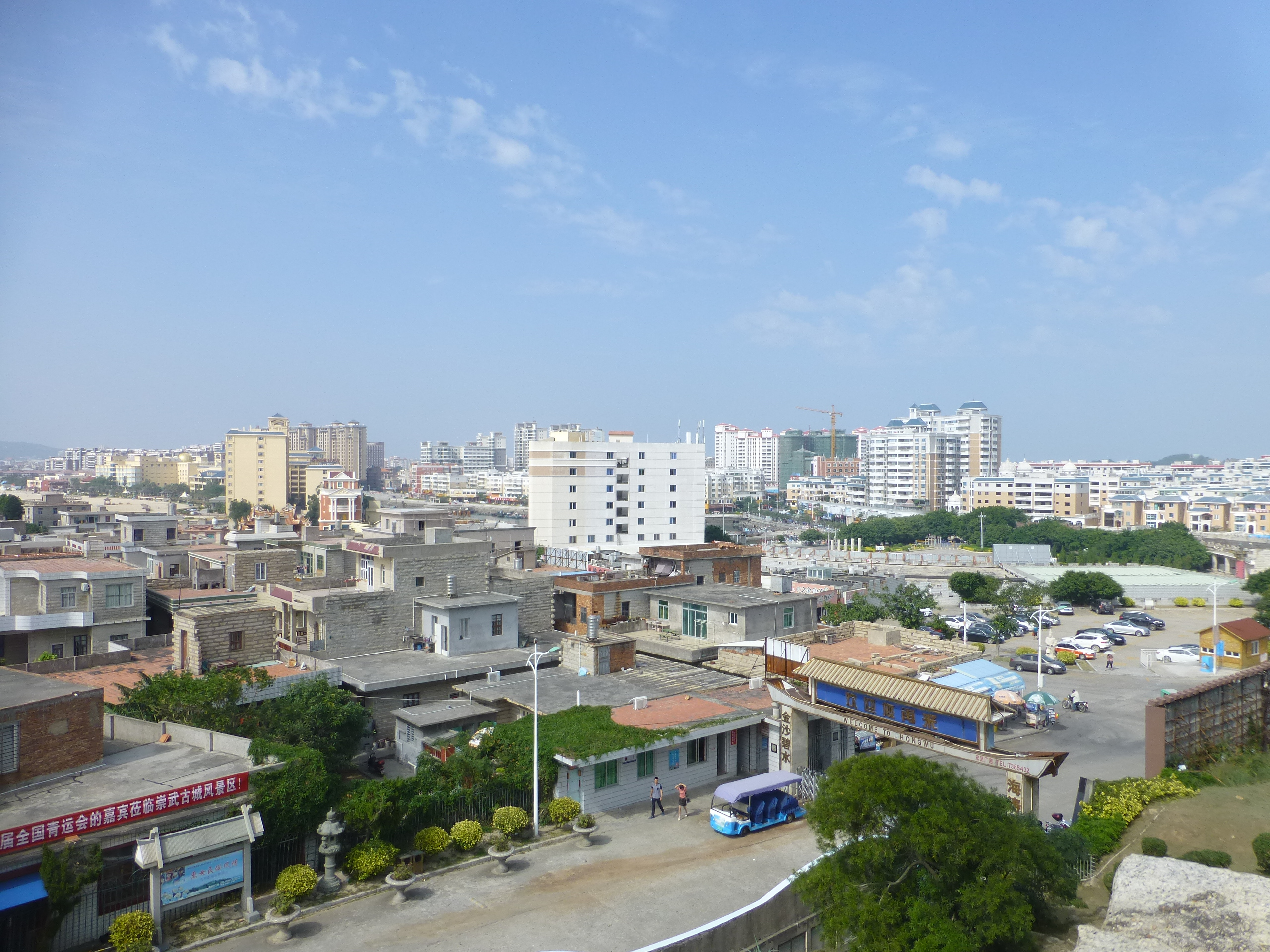

후이안현(한국어: 혜안현, 중국어: 惠安县, 병음: Huì'ān Xiàn)은 중화인민공화국 푸젠성 취안저우시의 현급 행정구역이다. 넓이는 762km2이고, 인구는 2007년 기준으로 940,000명이다.

## 기후
연평균 기온은 19.7°C이고 2월 평균 기온은 11.2°C, 8월 평균 기온은 27.7°C이다. 연평균 강수량은 1022mm이다.

## 행정 구역
15개 진, 1개 민족향을 관할한다.
- 진: 螺城镇, 螺阳镇, 黄塘镇, 紫山镇, 洛阳镇, 东园镇, 张坂镇, 崇武镇, 山霞镇, 涂寨镇, 东岭镇, 东桥镇, 净峰镇, 小岝镇, 辋川镇.
- 민족향: 百崎回族乡.